# Muzaffarnagar (Distrikt)
Der Distrikt Muzaffarnagar (Hindi मुज़फ़्फ़रनगर जिला, Urdu ضلع مظفرنگر) ist ein Distrikt im nordindischen Bundesstaat Uttar Pradesh. Sitz der Verwaltung ist die Stadt Muzaffarnagar. Der Distrikt gehört zur weiteren Metropolregion von Delhi (National Capital Region).

## Geographie
Der Distrikt liegt im äußersten Nordwesten Uttar Pradeshs im oberen Doab. Die angrenzenden Distrikte sind Sultanpur und Haridwar (Uttarakhand) im Norden, Shamli im Westen, Baghpat im Südwesten, Meerut im Westen sowie Bijnor im Osten. Die östliche Distriktgrenze wird überwiegend vom Ganges gebildet.

## Geschichte

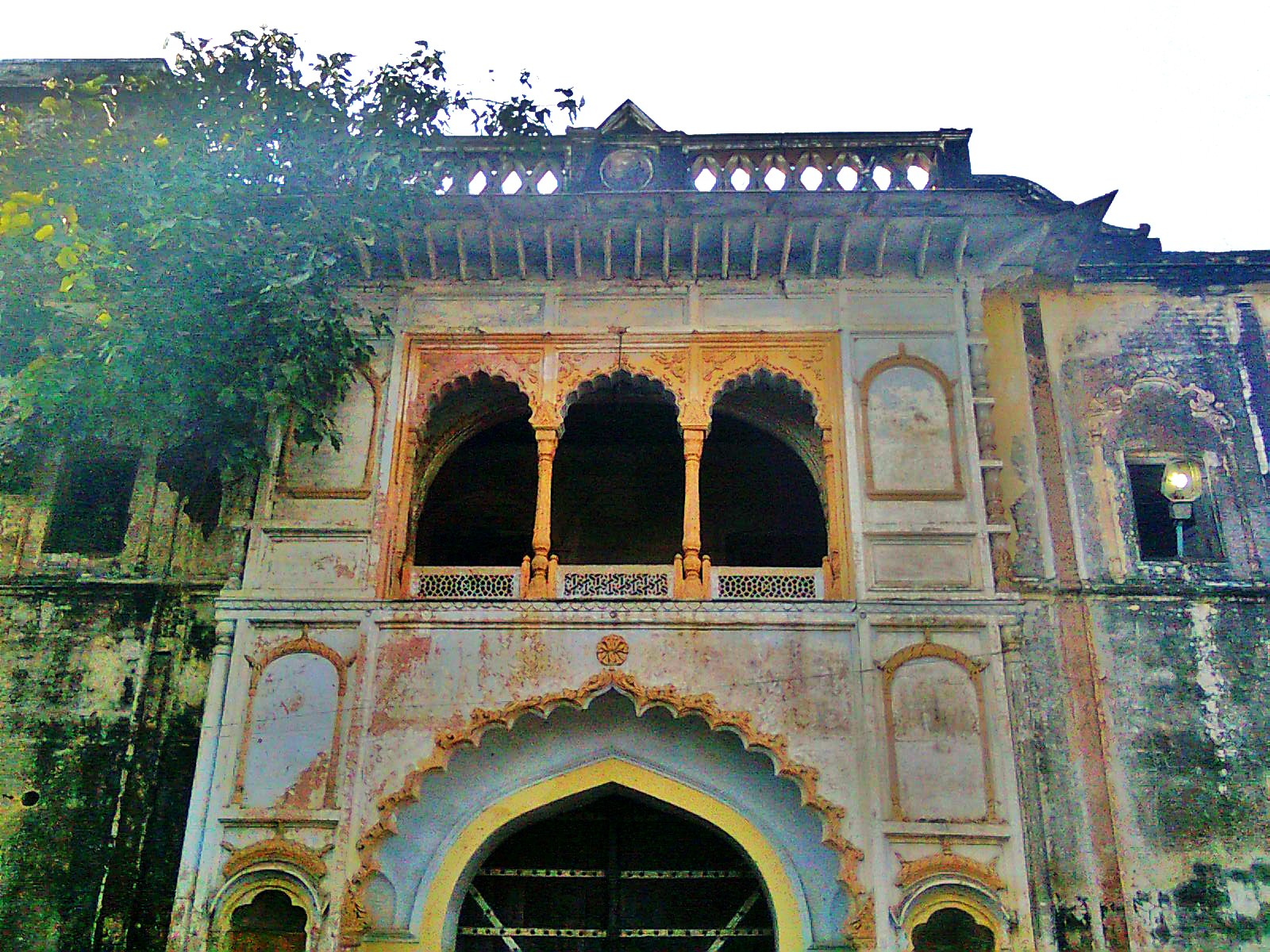
Haveli im Dorf Maulaheri

Das Gebiet Muzaffarnagars kam 1803 im Zusammenhang mit dem Zweiten Marathenkrieg unter die Herrschaft der Britischen Ostindien-Kompanie. Im Jahr 1826 wurde der Distrikt Muzaffarnagar als Verwaltungseinheit gebildet. Es folgten mehrere Änderungen und Anpassungen der Verwaltungsgrenzen in den Jahren 1842, 1853 und 1925. Nach der Unabhängigkeit Indiens 1947 kam der Distrikt zum Bundesstaat Uttar Pradesh. Am 28. September 2011 wurde der westliche Teil als neuer Distrikt Shamli abgetrennt.
Am 7. September 2013 brachen schwere Unruhen zwischen Muslimen und Jat-Hindus aus, die im Verlauf etwa 50 Todesopfer forderten.

## Bevölkerung
Die Einwohnerzahl des Distrikts in seinen Grenzen nach Abspaltung des Distrikts Shamli lag beim Zensus 2011 bei 2.829.865 (1.494.360 Männer, 1.335.505 Frauen). Bei einer Fläche von 2.796 km² lag die Bevölkerungsdichte bei 1.012 Einwohnern je km² und damit über dem Durchschnitt Uttar Pradeshs (829 Ew/km²). Die größte Stadt war Muzaffarnagar mit 392.768 Einwohnern.

## Wirtschaft
Die Landwirtschaft ist der bedeutendste Erwerbszweig, aber der Distrikt hat auch relevante Industrien. Bedeutend sind vor allem die Zuckerfabriken, die der Distrikthauptstadt und dem Distrikt den Beinamen „Zuckerschüssel Indiens“ („sugar bowl of India“) eingebracht haben. Daneben gibt es auch Papier- und Stahlindustrien.